# Dragan Milivojević
Dragan Milivojević (Podgorica, Crna Gora, 5. studenoga 1938. – Zagreb, Hrvatska, 22. listopada 1993.) je hrvatski kazališni i filmski glumac.

## Filmografija
- Krhotine – Kronika jednog nestajanja
- Papa Siksto V.
- Čarobnjakov šešir kao car Mrazomor
- Anđeo uništenja
- Mlada sila
- Olujna noć
- Diploma za smrt kao službenik
- Glembajevi
- Slike iz života jednog šalabahtera
- Banović Strahinja kao Turčin
- Putovanje u Vučjak kao Kraus-Rajterić
- Nemojte me zvati Robi
- Unutarnje rezerve
- Eter
- Brisani prostor
- Horvatov izbor
- Inspektor Vinko kao Mićo
- Pet mrtvih adresa
- Kvit posao
- Car se zabavlja
- Vlastiti aranžman
- Kiklop kao Fred, ista uloga i u istoimenoj seriji iz 1983.
- Zamke
- Sustanar
- Nepokoreni grad
- Vlastiti aranžman
- Tamburaši kao odvjetnik Ferdo Plaški
- Banović Strahinja
- Obiteljski album
- Rodoljupci
- Puška u cik zore
- Ljubica
- Čovjek koga treba ubiti
- Prizori iz obiteljskog života
- Sudite me
- Karmine
- Tomo Bakran
- Nikola Tesla
- Marija
- Vrijeme ratno i poratno
- Timon
- Deps
- Krhka igračka
- Kuda idu divlje svinje kao potpukovnik
- Kainov znak kao policijski inspektor Knežević
- Kratka noć
- Put u raj
- I oprosti nam dugove naše
- Ožiljak
- Slučajni život
- Maratonci
- Maskerata
- Poštanski sandučić
- Agent iz Vaduza
- Žur u Magdelandu
- Koksari
- Vrijeme rakova
- Jedan i tri
- Signali nad gradom kao policijski agent #2
- Prometej s otoka Viševice kao mladi Grgo
- Signali nad gradom
- Deveti krug

### Sinkronizacija
- mačak Silvije (Silvester) u Silvestru i Čičiju[1]